# Hodebertia
Hodebertia es un género de micro-polilla de la familia Crambidae. Contiene una única especie, Hodebertia testalis. Hodebertia habita principalmente en los trópicos, pero varía de norte a sur en partes como Europa y Sudáfrica.

## Descripción
Los adultos son de color blanco, con dos arcos marrones irregulares a través de cada ala. Las larvas se alimentan de especies de hibisco, Gomphocarpus y Asclepias (incluyendo Asclepias curassavica).

## Distribución
Hodebertia testalis es una especie que habita en varias partes de África como la República Democrática del Congo, Kenia, Madagascar, Mozambique, Reunión, en la Isla de Santa Elena, Somalia, Sudáfrica y Zambia. Se encuentra ocasionalmente en Europa y se ha informado que habita en Croacia, Inglaterra (St Marys, Islas de Scilly), Francia, Grecia, Italia, Portugal, España y Suiza. Por otra parte, supuestamente se han encontrado especímenes de Hodebertia en Australia (Queensland), India, Indonesia, Japón, Arabia Saudita, Siria, Taiwán y Yemen.